# Guadalupeammer
Die Guadalupeammer (Junco insularis), früher als Guadalupe-Junko bezeichnet, ist eine Sperlingsvogelart aus der Familie der Neuweltammern (Passerellidae). Sie wurde zeitweise als Unterart der Winterammer (Junco hiemalis) betrachtet, jüngere Systematiken akzeptieren sie jedoch als eigenständige Art. Die Guadalupeammer ist endemisch auf der mexikanischen Insel Guadalupe.

## Beschreibung
Der Guadalupeammer erreicht eine Länge von 15 Zentimetern. Der Kopf ist grau mit schwarzen Zügeln. Die Oberseite ist graubraun und wird zum Bürzel hin grauer. Die schwarzen Flügel sind gelbbraun gesäumt. Der Schwanz ist schwärzlich. Die äußeren Steuerfedern sind weiß. Die Flanken sind weinrot. Die Unterseite ist weiß. Charakteristisch ist die Stimme der Guadalupeammer. Der Ruf ist ein scharfes sik. Der Gesang besteht aus eine Reihe von chip-Tönen, die häufig summende Triller mit einschließen.

## Lebensraum und Lebensweise
Die Guadalupeammer bewohnt Waldfragmente auf Guadalupe, die von Guadalupe-Zypressen (Cupressus guadalupensis var. guadalupensis), Guadalupe-Kiefern (Pinus radiata var. binata) und Eichen der Art Quercus tomentella dominiert sind. Beobachtungen einzelner Vögel am Blaugrünen Tabak (Nicotiana glauca) zeigen die Anpassungsfähigkeit der Art für neue Lebensräume. Sie ernährt sich von Samen der Zypressen und Kiefern sowie von Insekten. Das Nest wird in einer Bodensenke oder auf niedrigen Zweigen der Zypressen und Kiefern errichtet. Die Brutsaison ist zwischen Februar und Juni. Das Gelege besteht aus drei bis vier Eiern.

## Status
Im 19. Jahrhundert brachten Fischer Ziegen nach Guadalupe, die sich dort so stark vermehrten, dass in den 1870er-Jahren 4 Ziegen pro Hektar gezählt wurden. Besonders verheerend wirkte sich die Ziegeninvasion auf die Bestände der Guadalupe-Zypresse aus. 1971 war noch ein drei Kilometer langer Zypressenwaldstreifen vorhanden und 1988 war er auf nur noch einen Kilometer geschrumpft. 1971 wurde mit der Beseitigung der Ziegen auf Guadalupe begonnen. 35.000 Ziegen wurden in den Jahren 1971 und 1972 getötet. Im Jahre 2000 lebten noch 4.000 Ziegen auf Guadalupe. In einer großanlegten Kampagne der Grupo de Ecología y Conservación de Islas (GECI) in Zusammenarbeit mit der mexikanischen Schutzgebiete-Kommission (CONANP), der mexikanischen Marine und dem mexikanischen Institut für Ökologie wurden zwischen 2003 und 2006 fast alle Ziegen auf Guadalupe beseitigt, mit dem Effekt, dass sich die endemische Flora erholte und sechs für ausgestorben gehaltene Pflanzenarten wiederentdeckt wurden. Des Weiteren wurden 2000 neue Keimlinge der Guadalupe-Kiefer entdeckt. Bedingt durch die Renaturierungsmaßnahmen stieg der Bestand des Guadalupeammer von 50 bis 100 Individuen im Jahre 1988 auf 5700 Exemplare im Jahre 2007. 2008 erlitt das Schutzprogramm für die Guadalupeammer einen Rückschlag, nachdem Brände fast die Hälfte des primären Zypressen-Lebensraums vernichteten. Auch verwilderte Katzen und Mäuse stellen nach wie vor eine Gefährdung dar.